# The Fountainhead
The Fountainhead (prt: Vontade Indómita; bra: Vontade Indômita) é um filme estadunidense de 1949, do gênero drama, dirigido por King Vidor, com roteiro de Ayn Rand baseado em seu livro homônimo de 1943.

## Elenco principal
- Gary Cooper...Howard Roark
- Patricia Neal...Dominique Francon
- Raymond Massey...Gail Wynand
- Kent Smith...Peter Keating
- Robert Douglas...Elsworth Toohey
- Henry Hull...Henry Cameron
- Ray Collins...Roger Enright

## Sinopse

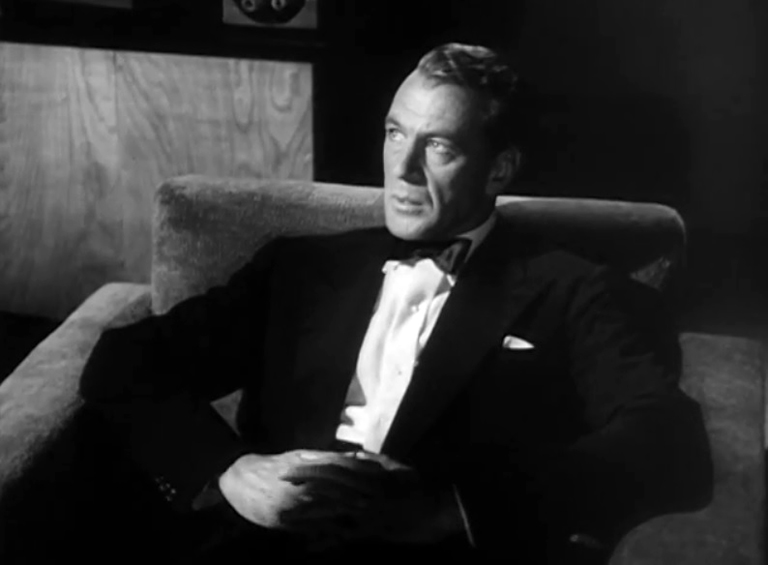
Gary Cooper em cena do trailer do filme

O arquiteto Howard Roark dá mais importância aos seus ideais do que aos seus compromissos. Quando ele vê a oportunidade de projetar edifícios conforme seus ideais, desfaz o namoro com a milionária Dominique Francon.